# European Inter-University Centre for Human Rights and Democratisation
Das European Inter-University Centre for Human Rights and Democratisation (EIUC) ist eine am 15. September 2002 in Venedig gegründete europäische Institution zur Förderung von Menschenrechten und Demokratisierung. EIUC wird von 100 Universitäten getragen und bietet neben dem E.MA-Masterprogramm Konferenzen, Seminare und Workshops zu den Themen des Zentrums an. Sitz des Zentrums ist das Kloster San Nicolo auf dem Lido in Venedig. Aktueller Präsident ist Horst Fischer. Ehrenpräsidentin ist Mary Robinson, die auch Trägerin der EIUC-Medaille ist.
EIUC vermittelt theoretische und praxisorientierte Inhalte zu den Themen internationale Beziehungen, Recht, Philosophie, Geschichte, Anthropologie, Politikwissenschaften und Soziologie. Zu den deutschen Partneruniversitäten zählen die Universität Hamburg und die Ruhr-Universität Bochum. 
Seit 2004 verleiht sie jährlich im Rahmen der Internationalen Filmfestspiele von Venedig den EIUC Human Rights Film Award.